# Maison au 34, rue Birris à Westhoffen
La maison au 34, rue Birris est un monument historique situé à Westhoffen, dans le département français du Bas-Rhin.

## Localisation
Ce bâtiment est situé au 34, (anciennement 12 et 142) rue Birris à Westhoffen.

## Historique
L'édifice fait l'objet d'une inscription au titre des monuments historiques depuis 1931.